# Licker's Last Leg
Albums de Goon Moon
I Got a Brand New Egg Layin' Machine
(2005)
Licker's Last Leg, sorti en 2007, est le deuxième album du groupe de rock californien Goon Moon après un premier EP sorti en 2005.

## L'album
Premier véritable album, après un EP, pour le nouveau groupe de Chris Goss et Jeordie White dont ils sont les seuls membres permanents.

Pour la réalisation de Licker's Last Leg ils se sont entourés de musiciens rencontrés notamment au cours des Desert Sessions. Pourtant il ne s'agit pas ici d'un album de Stoner rock mais d'un album de rock alternatif avec influences psychédéliques et sixties, bien qu'on y retrouve une certaine filiation par rapport aux Queens of the Stone Age.
À l'exception d'un titre, toutes les compositions sont de Chris Goss et Jeordie White.

## Les musiciens
- Musiciens permanents : 
  - Jeordie White : voix, basse
  - Chris Goss : voix, guitare
- Musiciens additionnels :
  - David Catching : guitare, claviers
  - Josh Freese : batterie
  - David Henderson : basse
  - Zach Hill : batterie
  - Josh Homme : guitare
  - Whitey Kirst : guitare
  - Peter Perdichizzi : guitare

## Les titres
1. Apple Pie - 4 min 34 s
2. My Machine - 3 min 37 s
3. An Autumn That Came Too Soon - 4 min 06 s
4. Feel Like This - 3 min 31 s
5. Pin Eyed Boy - 3 min 39 s
6. Hardcore Q3 - 4 min 41 s
7. Tip Toe - 3 min 34 s
8. Every Christian Lion Hearted Man Will Show You - 4 min 29 s
9. Lay Down - 4 min 30 s
10. Balloon ? - 3 min 33 s
11. The Golden Ball - 9 min 46 s
12. Built In a Bottle - 4 min 11 s

## Informations sur le contenu de l'album
- Every Christian Lion Hearted Man Will Show You est une reprise des Bee Gees de 1967.
- Le morceau The Golden Ball est divisé en 8 mouvements.